# Allmennaksjeselskap
Die Allmennaksjeselskap (norwegisch ‚allgemeine Aktiengesellschaft‘; abgekürzt ASA) ist eine norwegische Rechtsform für Aktiengesellschaften, die Publikumsgesellschaften sind.

## Allgemeines
Rechtsgrundlage ist das Lov om allmennaksjeselskaper ‚Gesetz über allgemeine Aktiengesellschaften‘. Die Allmennaksjeselskap ist eine Kapitalgesellschaft mit begrenzter Haftung der Gesellschafter. Das Mindestkapital beträgt 1.000.000 NOK (entspricht 86.938 Euro, Wechselkurs vom 
20. März 2025).
Eine Allmennaksjeselskap muss verpflichtend im norwegischen Unternehmensregister (Brønnøysundregistrene) eingetragen werden.